# Аронов, Владимир Рувимович
Влади́мир Руви́мович Аро́нов (14 января 1941 года, Москва, РСФСР, СССР — 13 февраля 2022, там же, Россия) — советский и российский искусствовед. Кандидат философских наук (1969), доктор искусствоведения (1995), профессор (2002). Член-корреспондент (2013), академик (2021) Российской академии художеств.
Заведующий отделом дизайна НИИ теории и истории изобразительных искусств при РАХ (2006–2022). Ректор Московского института экономики, менеджмента и права (1993–2002). Президент Национальной академии дизайна (2012–2022). 

## Биография
Родился 14 января 1941 года в Москве.
В 1964 году окончил отделение истории искусств исторического факультета МГУ. В 1969 году там же защитил диссертацию на соискание учёной степени кандидата философских наук по теме «Проблемы материальной культуры в немецкой эстетике середины XIX — начала XX веков».
С 1993 по 2002 годы — ректор Московского института экономики, менеджмента и права. 
В 1995 году защитил докторскую диссертацию, в 2002 году присвоено учёное звание профессора.
С 1997 года член Национальной академии дизайна, с 2012 года — её президент. С 2006 года заведовал отделом дизайна НИИ теории и истории изобразительных искусств при РАХ.
В 2012 году избран членом-корреспондентом, а в 2021 году — академиком Российской академии художеств по Отделению искусствознания и художественной критики.
Преподавал историю эстетики и теорию дизайна на кафедре истории искусства исторического факультета МГУ, вел лекторскую работу по программам повышения квалификации в НИИ РАХ, СПбГАИЖСА им. И. Е. Репина, Высшей школе графического дизайна в Москве, МГХПУ им. С. Г. Строганова.
Член Московского союза художников и Союза дизайнеров России.

## Научная деятельность
Автор десятков книг и сотен статей по истории и теории искусства и дизайна, в том числе на английском, немецком, итальянском, голландском, венгерском, эстонском и других языках.

### Избранные труды
- «Дизайн в культуре XX века. 1945—1990» (М., 2013)
- «Концепции современного дизайна. 1990—2010» (М., 2011)
- «Теоретические концепции зарубежного дизайна» (М., 1992)
- «Художник и предметное творчество. Проблемы взаимодействия материальной и художественной культуры XX века» (М., 1987)
- «Дизайн и искусство. Актуальные проблемы технической эстетики» (М., 1984)
- «Архитектура и дизайн» (М., 1975)
- «Эльзевиры» (М., 1975)

## Награды
- Государственная премия Российской Федерации в области литературы и искусства (в составе группы, за 1997 год) — за научный труд по теории, истории и практике дизайна «Библиотека дизайнера»
- Почетный диплом на Международном конкурсе «Самая красивая книга мира» в Лейпциге (1977)